# معركة إينونو الثانية
 معركة إينونو الثانية  هي معركة دارت في مارس 1921 بالقرب من القرية التركية إينونو خلال الحرب التركية اليونانية. كانت هذه المعركة بمثابة نقطة تحول في الحرب التركية اليونانية وحرب الاستقلال التركية ككل، فقد كانت الغلبة فيها للأتراك بعدما كانت الغلبة للقوات اليونانية في أغلب الاشتباكات السابقة.

## الخلفية التريخية
بعد معركة إينونو الأولى، حين استطاع عصمت إينونو صد القوات اليونانية القادمة من بورصة المحتلة. وعقد مؤتمر لندن بين 21 فبراير - 11 مارس 1921، لكن الجانب التركي لم يقبل بتقديم التنازلات التي طالبه بها المشاركون في المؤتمر، وبذلك استؤنف القتال مرة أخرى في مارس.

## المعركة
قرر اليونانيون تعويض انتكاستهم التي عانوا منها في يناير في معركة إينونو الأولى، وأعدوا قوة كبيرة لتفوق عدد قوات عصمت إينونو. جمّع اليونانيون قواتهم في بورصة وأوشاك وأزميت وجبزى، بينما جمّع الأتراك قواتهم في شمال غرب اسكيشهر وشرق كوتاهية وكوجايلى.
بدأت المعركة بهجوم يوناني على مواقع قوات عصمت يوم 23 مارس 1921. استغرق الأمر أربعة أيام لكي يصل اليونانيون إلى موقع إينونو بسبب المقاومة على الجبهة التركية. إضطرت القوات اليونانية الأفضل تجهيزاً الأتراك على التراجع، وأخذوا زمام المبادرة واستولوا على تلة ميتريستيبيى المشرفة على الموقع في يوم 27 مارس. فشل الهجوم التركي الليلي المضاد في استعادة مواقعه. وفي الوقت نفسه، في يوم 24 مارس، استولت قوات يونانية على أفيونكاراهيسار بعد أن تجاوزوا القوات التركية في كوتاهية. وفي 31 مارس، هاجم عصمت مرة أخرى بعد تلقيه للتعزيزات، واستعادوا التلة. وفي معركة تكميلية في أبريل، استعادت قوات رفعت باشا مدينة أفيونكاراهيسار.

## النتائج
بالرغم من أن المعركة كانت تعتبر نقطة تحول في الحرب، وبعد معركتي إينونو كان هناك طريق مسدود، فوّت الأتراك الفرصة لتطويق وتدمير الجيش اليوناني، الذي تراجع بانتظام. وكانت هناك خسائر في كلا الجانبين، وأيا من الجانبين لم يكن في موقف أو حالة ذهنية جيدة للتقدم.
الأهم من ذلك، كانت هذه هي المرة الأولى التي واجه فيها الجيش التركي النظامي الحديث العهد عدوه، وأثبت نفسه كقوة خطيرة، وأدى بشكل جيد، وليس كمجرد مجموعة من المتمردين. وكان هذا النصر ضرورياً جداً لمصطفى كمال أتاتورك، حيث كان معارضيه في أنقرة كانوا يتسألون حول تأخيره وفشله في مواجهة التقدم السريع للقوات اليونانية في الأناضول. أجبرت هذه المعركة الحلفاء على النظر إلى الحركة الوطنية التركية في أنقرة كقوة معتبرة. وخلال الشهر نفسه، توقف الحلفاء عن إرسال ممثليهم لحضور المحادثات هناك. وغيّرت فرنسا وإيطاليا، وأصبحت مواقفها داعمة للحكومة في أنقرة في وقت قصير.
لم يكن أمام اليونانيين سوى هزيمة القوميين التركية، وإنهاء مقاومتهم، لذا جهزوا لمواجهة أكبر في معركة ساكاريا.